# Первомайский сельсовет (Ипатовский район)
Первома́йский сельсове́т — упразднённое сельское поселение в составе Ипатовского района Ставропольского края Российской Федерации.

## География
До 2017 года территория, находившаяся в границах муниципального образования Первомайский сельсовет, располагалась в северной части Ставропольского края и северо-западной части Ипатовского района. С запада, севера и востока муниципальное образование граничило с Республикой Калмыкия.
Общая площадь территории муниципального образования — 242,6 км². Расстояние от административного центра муниципального образования до районного центра — 90 км.
Климат: резко континентальный, засушливый, с амплитудой колебания температуры воздуха летом свыше + 40 °C, зимой ниже — 30 °C.

## История
Янушевская (в дальнейшем с. Янушевское переименуется в Первомайское) волость состояла из х. Чундута, с. Чундута и с. Янушевского. 25 ноября 1920 года из неё был перечислен в Яшалтинскую волость Благодарненского уезда пос. Князе-Михайловский.
С 1920 по 1924-й год Янушевский сельсовет входил в Медвеженский уезд.
В 1925 г., уже после образования Медвеженского района, в Янушевском сельсовете числились только с. Янушевское и х. Чундута.
В 1926 году в Янушевском сельсовете вместо х. Чундута значилось с. Чундута.
5 декабря 1928 года хутор Неупорный Тахтинского сельсовета был передан в Янушевский сельсовет.
21 октября 1953 года хутора Клин, Передовой, Восточный были перечислены из Тахтинского сельсовета в Первомайский сельсовет.
25 августа 1970 года исключён из учётных данных хутор Передовой как фактически не существующий.
1 мая 2017 года все муниципальные образования Ипатовского района были объединены в Ипатовский городской округ.

## Население
| 1989  | 2002  | 2010  | 2011  | 2012  |
| ----- | ----- | ----- | ----- | ----- |
| 1757  | ↗1836 | ↘1392 | ↘1387 | ↘1340 |
| 2013  | 2014  | 2015  | 2016  | 2017  |
| ↘1314 | ↘1264 | ↘1251 | ↗1256 | ↘1228 |

### Национальный состав
По итогам переписи населения 2010 года на территории сельсовета проживали следующие национальности (национальности менее 1 %, см. в сноске к строке «Другие»):
| Национальность | Численность | Процент |
| -------------- | ----------- | ------- |
| Русские        | 1100        | 79,02   |
| Аварцы         | 110         | 7,90    |
| Даргинцы       | 56          | 4,02    |
| Табасараны     | 23          | 1,65    |
| Украинцы       | 20          | 1,44    |
| Другие         | 83          | 5,96    |
| Итого          | 1392        | 100,00  |

## Состав поселения
До упразднения Первомайского сельсовета в состав его территории входили 2 населённых пункта:
| № | Населённый пункт | Тип населённого пункта       | Население |
| - | ---------------- | ---------------------------- | --------- |
| 1 | Восточный        | хутор                        | →25       |
| 2 | Первомайское     | село, административный центр | ↘1074     |

## Органы власти
- Совет муниципального образования Первомайский сельсовет (состоял из 10 депутатов, избираемых на муниципальных выборах по одномандатным избирательным округам)[21]
- Администрация сельского поселения Первомайский сельсовет[21]

Главы администрации
- Калюжный Сергей Викторович, глава сельского поселения[источник не указан 2939 дней]

## Инфраструктура
- Первомайское социально-культурное объединение[5].

## Образование
- Детский сад № 17 «Солнышко».
- Средняя общеобразовательная школа № 11[5].

## Экономика
На территории поселения с 2006 года образовано два сельскохозяйственных предприятия ООО «Весенний сюжет» (с 2011 года преобразован в ООО «Гелиос») и ООО АПА филиал «Первомайский». Посевная площадь этих предприятий составляет 7602,8 га.

## Эпидемиология
Находилось в местности, отнесенной к активным природным очагам туляремии.

## Памятники
- Могила лётчика Быкова, кавалериста С. Ягужина, рядового В. Семёнова, погибших в борьбе с фашистами. 1942—1943, 1964 года[23].